# Мат (река)
Мат (на албански: Mat) е река в Северна Албания. Дължината ѝ е 115 km. Регионът в горното течение на реката е известен като Матия или Матя.
Реката извира от община Булчиза на област Дебър. Протича през окръга и областта Мат с градовете Клос и Бурел, преди да смени посоката си на северозапад. След преминаването на Мат през Мирдита, водите на реката преодоляват тесен пролом, преди да излязат в крайбрежната равнина по Адриатическо море между Милот и Зеймен. Реката се влива в морето между градовете Лежа и Лека.
В Музакия по течението на реката има изградени два язовира.